# Harvest (Alabama)
Harvest es un lugar designado por el censo ubicado en el condado de Madison en el estado estadounidense de Alabama. En el año 2000 tenía una población de 3054 habitantes y una densidad poblacional de 94,8 personas por km².

## Demografía
En el 2000 la renta per cápita promedia del hogar era de $61,319, y el ingreso promedio para una familia era de $64,519. El ingreso per cápita para la localidad era de $23,322. Los hombres tenían un ingreso per cápita de $46,813 contra $30,114 para las mujeres.

## Geografía
Harvest se encuentra ubicado en las coordenadas 34°51′10″N 86°44′52″O / 34.85278, -86.74778. Según la Oficina del Censo, la localidad tiene un área total de 5,9 km² (2,3 mi²), de la cual 5,9 km² (2,3 mi²) es tierra y 0 km² (0 mi²) (0.0%) es agua.